# Jekatierina Fiedorienkowa
Jekatierina Siergiejewna Fiedorienkowa (ros. Екатерина Сергеевна Федоренкова; ur. 12 sierpnia 1993 w Moskwie) – rosyjska koszykarka, występująca na pozycji rzucającej, reprezentantka kraju, od 2023 zawodniczka Jeniseju Krasnojarsk.

## Osiągnięcia
Stan na 19 maja 2024, na podstawie, o ile nie zaznaczono inaczej.

### Drużynowe
- Mistrzyni Eurocup (2013, 2014, 2019)
- Wicemistrzyni Superpucharu Europy (2013)
- Brązowa medalistka mistrzostw Rosji (2018, 2019)
- Finalistka Pucharu Rosji (2022)
- Uczestnik rozgrywek:
  - Euroligi (2017–2019)
  - Eurocup (2009–2016, 2017–2020)

### Reprezentacja
Seniorska
- Uczestniczka:
  - mistrzostw Europy (2019 – 8. miejsce, 2021 – 6. miejsce)[4]
  - kwalifikacji do Eurobasketu (2019, 2021)

Młodzieżowe
- Wicemistrzyni:
  - uniwersjady (2013)
  - Europy U–20 (2012)[5]
- Uczestniczka mistrzostw:
  - świata:
    - U–19 (2011 – 8. miejsce)[6]
    - U–17 (2010 – 6. miejsce)[7]

  - Europy:
    - U–18 (2010 – 5. miejsce)[8]
    - U–16 (2008 – 9. miejsce, 2009 – 4. miejsce)[9][10]